# Мінамото но Кунідзане
Мінамото но Кунідзане (1069 — 26 лютого 1111) — середньовічний японський державний діяч, поет періоду Хейан.

## Життєпис
Походив зі знатного роду Мінамото (клану Ґендзі-Муракамі). Син Мінамото но Акіфуси, Правого міністра. Народився 1069 року. Високе походження сприяло кар'єрі. Вже в середині 1070-х років отримує молодший п'ятий ранг. 1079 року призначено камі (губернатором) провінції Сінано (фактично номінально через молодий вік).
1081 року призначено заступником (са) голови лівої середньої палацової гвардії (са-хйоефу). 1083 року стає сьосьо (старшим командиром) Лівої внутрішньої палацової гвардії (у-кон'ефу) й отримує старший п'ятий ранг. 1084 року отримує посади заступника губернатора провінції Мімасака. 1087 року зі сходженням на трон імператора Хорікави переходить до куродо-докоро (імператорського архіву).
1091 року досяг старшого четвертого рангу. 1093 року призначено керівником Управління двору імператриці (тюгусікі) Токусі. 1094 року стає очільником імператорського секретаріату (куроудо-гасіра). 1098 року призначено асоційованим імператорським радником, що дало змогу посилити позиції в Дайдзьокані (Вищій державній раді).
1100 року Мінамото но Кунідзане надано старший третій ранг. 1102 року призначено почесним середнім державним радником, а вже 1104 року отримує старший другий ранг. 1110 року тяжко захворів на цукровий діабет. Помер у 1111 році.

## Творчість
Був поетом-вака, чиї вірші увійшли до імператорських антологій «Хорікава хяку-сю» (був також одним з її укладачів), «Кін'йо вака-сю» (37 віршів), «Хякунін сюка».